# Carnatal
O Carnatal é o carnaval fora de época da cidade de Natal, capital do estado do Rio Grande do Norte, Brasil. Realizado anualmente no começo do mês de dezembro, ele é organizado na Praça de Eventos da Arena das Dunas. Está no Guinness Book como o maior carnaval fora de época do mundo, reunindo cerca de um milhão de pessoas nos seus quatro dias de festa. Em 2020, o evento será realizado de 3 a 6 de dezembro.

## História
O primeiro Carnatal ocorreu no ano de 1991 e foi realizado no centro da cidade, com apenas 3 blocos, entre eles o Bloco Caju, animados por Netinho, Banda Mel e Banda Cheiro de Amor. No circuito, havia 12 camarotes e nenhuma arquibancada. No ano de 1992 é criado o bloco Burro Elétrico, formado pelos jornalistas que cobrem o evento, o bloco Bicho Papão sai pela primeira vez com a banda mel e a banda Asa de Águia com o bloco Jerimum chegam para ficar. Em 1993 a estrutura era maior, com a adição das arquibancadas ao lado do ginásio Palácio dos Esportes e a novidade foi a criação do bloco Nana Banana animado pelo Chiclete com Banana. E a chegada do cantor Ricardo Chaves puxando o Bloco Bicho Papão.
A festa cresceu e, devido a reivindicações de moradores do bairro, teve que ser transferida para o largo do estádio Machadão em 1994, onde foram montados 525 camarotes. Nesse ano já eram 14 blocos e mais de 50 mil foliões. Nos anos seguintes a estrutura continuou a mesma com acréscimos de mais blocos. No ano de 1997, o Carnatal teve a participação de um bloco puxado pelo grupo É o Tchan!, que tinha destacado espaço na mídia, o que contribuiu para divulgação do evento. Em 1999 o Carnatal foi a maior festa das comemorações dos 400 anos da cidade de Natal, foram 10 blocos animados pelos principais artistas da música baiana.
No ano 2000 o evento trouxe pela primeira vez a banda Harmonia do Samba e o rock invadiu o evento com a apresentação da banda Jota Quest. Neste ano, a cantora Daniela Mercury anunciou que não puxaria mais blocos de trio, sendo sua última micareta, porém voltando em 2002 para dividir o trio com Ricardo Chaves. Em 2001, a cantora Ivete Sangalo volta ao Carnatal depois de sair da Banda Eva. No Carnatal 2002, além da volta de Daniela Mercury, outra novidade foi a estreia da banda Babado Novo no bloco Caju. Em 2003 e 2004 o evento continuou trazendo muitas atrações em diferentes blocos. No Carnatal 2005, a grande novidade foi a estreia do bloco Cerveja & Coco, parceria entre Ivete Sangalo e Asa de Aguia.
O Carnatal consolidou-se como o principal evento do calendário turístico de Natal. Em 2010 compõe-se de 10 blocos, tais como puxados por bandas e cantores de axé music como também artistas potiguares e bandas de forró que fazem dessa micareta a maior do país.
Até o ano de 2010, o local do início do percurso fica na Avenida Lima e Silva com a Avenida Prudente de Moraes (largo do Estádio Machadão), no bairro Lagoa Nova. De lá, saia os trios, seguidos pelos foliões, para um percurso de cerca de 3,0 km.
Mas, com o início das obras da Arena das Dunas, novo estádio para a Copa do Mundo 2014 fez com que o percurso fosse modificado no ano de 2011. Então, o Carnatal 2011 ocorreu no mesmo local com algumas modificações o início do percurso continuou sendo na Av. Prudente de Moraes, mas o ponto de largada dos blocos foi ao lado do autódromo, no sentido zona sul-centro, em vez da antiga rotatória, sem a presença do antigo corredor da folia.
Em 2013, o Carnatal teve um percurso e local provisório devido obras de mobilidade urbana; assim, o percurso dos trios elétricos invadiu o Parque Aristófanes Fernandes, já em Parnamirim, região metropolitana de Natal.
Em 2014, o evento voltou para seu local onde se consagrou, sendo realizado na Área Externa da Arena das Dunas, num formato indoor assim como o ano anterior.

## Blocos
O Carnatal em sua edição 2022 conta com as seguintes atrações:
- Largadinho (O bloco Caju, tradicional do evento, ganha novo nome e a mesma energia da Claudia Leitte)
- Vumbora?! (Sexta à sábado na avenida, o VUMBORA?! tem como astro o Bell Marques em carreira solo.)
- Bicho (Conhecido como o rei da festa, Ricardo Chaves foi a avenida no domingo da micareta.)
- Vem com o Gigante (Embalado pelo pagode baiano, o bloco traz Léo Santana.)
- Hype (O bloco estreante no evento trás como atrações os cantores Felipe Amorin e Nattan)
- Village (O bloco que veio pela primeira vez ao Carnatal, foi puxado pela energia indiscutível da Ivete Sangalo.)
- Bloco da Anitta (Em seu segundo ano o bloco trás a badalada cantora Anitta e todos seus hits).

A comercialização dos abadás de todos os blocos é feita no site do Eventbrite e na Central do Carnatal, um espaço que além da venda dos abadás, é responsável por todos os assuntos pendentes ao Carnatal junto aos clientes. A central fica no Natal Shopping, onde na sede não só são vendidas os abadás mas como outros ingressos para eventos promovidos pela Destaque Promoções e Eventos.

## Controvérsia
Em 2002 foi imposto um limite nos horários ao Carnatal, fazendo com que o evento começasse e terminasse mais cedo, de forma a evitar o desenrolar do mesmo até a madrugada. Em 2004, a Promotoria de Meio Ambiente solicitou a redução dos horários do Carnatal, alegando a problemática da poluição sonora e interdição das ruas, danosas aos moradores e comerciantes da região. O pedido, entretanto, foi negado pelo juiz da 1ª Vara da Fazenda Pública, e os horários permaneceram os normais.
Com todos esses fatos, em 2007 a empresa organizadora requisitou ao governo um aumento do efetivo de policiais nas ruas durante o evento; como resultado foi criada a Delegacia do Carnatal e foram disponibilizadas ambulâncias do SAMU para atendimento aos foliões. A empresa organizadora também fez um acordo com a prefeitura para a proteção dos canteiros das avenidas e cercou alguns deles com grades — entretanto, os canteiros não-protegidos foram completamente destruídos, e reeconstruídos pela empresa após o evento.
Sobre o Carnatal, Jansen Sanders do site Carnasite (site especializado em micaretas) citou: "É uma das mais bem organizadas".

## Camarote Skol beats
O Camarote Skol Beats vem encantando potiguares e turistas e se tornando cada vez mais um destaque no Carnatal. Com localização privilegiada, além de uma superestrutura, o Camarote Skol Beats conta com a maior fachada superview da avenida, que garante uma ampla visibilidade dos trios, além de ser parada obrigatória dos artistas durante o desfile no percurso.
O folião do Camarote Skol Beats ainda desfruta do serviço Open Bar Premium, com Cerveja Skol, Whisky Red Label, Gin Tanqueray, Vodka Ketel One, Refrigerantes e água mineral.  Sem mencionar, os shows exclusivos que fazem a festa dentro do camarote durante os quatros dias de folia. Tem a localização privilegiada com a varanda para o corredor da folia e uma estrutura com banheiros, bares e praça de alimentação exclusiva.⠀

## Arquibancada
Arquibancada já é tradição no Carnatal e em 2018 a festa continua A energia das arquibancadas é uma atração a parte dentro do Carnatal e deixa a folia ainda mais bonita! Tradicionalmente este é um espaço democrático que abrange todas as tribos que curtem o Carnatal. A galera que vai para este setor, curte a folia com visão privilegiada para os trios que passam no corredor da folia, com conforto e segurança, sem perder nenhum momento. E em 2018, os foliões da arquibancada terão acesso à arena de shows com artistas locais incríveis e nacionais. Ou seja, a festa não acaba na segunda volta dos trios!

## Estação Skol
Em 2018, o Carnatal promete muitas emoções e uma festa que não termina quando acaba. A organização do evento está preparando uma grande festa na Estação Skol! Todos os foliões que adquirirem seu abadá para qualquer bloco ou o ingresso para a arquibancada terão acesso a esta área!
Mas, afinal, no que consiste a Estação Skol? Trata-se de uma estrutura com palco em 360º, praça de alimentação, bandas e DJ's, tudo isso dando continuidade a festa após as duas voltas dos blocos no corredor da folia.
Essa experiência inédita, em que todos estarão juntos e misturados, trará atrações especiais ao palco 360º, são elas: Pedro Luccas (quinta-feira), Fit Dance (sexta-feira), Banda Jammil (sábado) e Bruno Stein (domingo).
Não perca esta festa, o Carnatal termina na Estação Skol.

### Carnatal e a Copa
Desde 1994 que o Carnatal é realizado no entorno do estádio Machadão. Em 2009, Natal foi escolhida como uma das sedes da Copa do Mundo FIFA de 2014. O projeto consiste na demolição do atual Machadão e a construção da nova Arena das Dunas. Especulava-se que  o Carnatal teria que ser transferido para outra área da cidade. Especulava-se transferi-lo para a Via Costeira, ou pro Prolongamento da Avenida Prudente de Morais, ou ainda para o bairro de Cidade Verde (no município vizinho, em Parnamirim). Existia uma vertente que já falava em um Carnatal fechado no estilo Indoor e muitos já criticam a opção, pois consideram que a festa deve ser na rua.
Mas, no dia 6 de junho de 2010 foi anunciado que o Carnatal 2010 iria continuar no entorno do Machadão, o que se confirmou, pois o mesmo só será interditado definitivamente para demolição em 2011.. Assim, a Destaque Promoções e Eventos confirmou que o Carnatal seia realizado nos próximos anos na área, mas com as devidas adaptações seguindo o andamento das obras. Então, Carnatal  2011 ocorreu no mesmo local com algumas modificações, o início do percurso continuou sendo na Av. Prudente de Moraes, mas o ponto de largada dos blocos foi ao lado do autódromo, no sentido zona sul-centro, em vez da antiga rotatória, sem a presença do antigo corredor da folia.

## Edições
| Ano  | Nome     | Data                                                              | Local                                   |
| ---- | -------- | ----------------------------------------------------------------- | --------------------------------------- |
| 1991 | Carnatal | 6 a 8 de dezembro                                                 | Centro da cidade                        |
| 1992 | Carnatal | 4 a 6 de dezembro                                                 | Centro da cidade                        |
| 1993 | Carnatal | 3 a 5 de dezembro                                                 | Centro da cidade                        |
| 1994 | Carnatal | 2 a 4 de dezembro                                                 | Largo do estádio Machadão               |
| 1995 | Carnatal | 1 a 3 de dezembro                                                 | Largo do estádio Machadão               |
| 1996 | Carnatal | 6 a 8 de dezembro                                                 | Largo do estádio Machadão               |
| 1997 | Carnatal | 29 e 30 de novembro (pré-carnatal) - 4 a 7 de dezembro            | Largo do estádio Machadão               |
| 1998 | Carnatal | 5 e 6 (pré-carnatal) - 10 a 13 de dezembro                        | Largo do estádio Machadão               |
| 1999 | Carnatal | 30 de novembro a 1 de dezembro (pré-carnatal) - 2 a 5 de dezembro | Largo do estádio Machadão               |
| 2000 | Carnatal | 30 de novembro a 3 de dezembro                                    | Largo do estádio Machadão               |
| 2001 | Carnatal | 29 de novembro a 2 de dezembro                                    | Largo do estádio Machadão               |
| 2002 | Carnatal | 5 a 8 de dezembro                                                 | Largo do estádio Machadão               |
| 2003 | Carnatal | 4 a 7 de dezembro                                                 | Largo do estádio Machadão               |
| 2004 | Carnatal | 2 a 5 de dezembro                                                 | Largo do estádio Machadão               |
| 2005 | Carnatal | 1 a 4 de dezembro                                                 | Largo do estádio Machadão               |
| 2006 | Carnatal | 30 de novembro a 3 de dezembro                                    | Largo do estádio Machadão               |
| 2007 | Carnatal | 29 de novembro a 2 de dezembro                                    | Largo do estádio Machadão               |
| 2008 | Carnatal | 4 a 7 de dezembro                                                 | Largo do estádio Machadão               |
| 2009 | Carnatal | 3 a 6 de dezembro                                                 | Largo do estádio Machadão               |
| 2010 | Carnatal | 2 a 5 de dezembro                                                 | Largo do estádio Machadão               |
| 2011 | Carnatal | 1 a 4 de dezembro                                                 | Largo do estádio Machadão               |
| 2012 | Carnatal | 6 a 9 de dezembro                                                 | Entorno da Arena das Dunas              |
| 2013 | Carnatal | 5 a 7 de dezembro                                                 | Parque Aristófanes Fernandes            |
| 2014 | Carnatal | 4 a 7 de dezembro                                                 | Entorno da Arena das Dunas              |
| 2015 | Carnatal | 3 a 6 de dezembro                                                 | Entorno da Arena das Dunas              |
| 2016 | Carnatal | 1 a 4 de dezembro                                                 | Entorno da Arena das Dunas              |
| 2017 | Carnatal | 7 a 10 de dezembro                                                | Entorno da Arena das Dunas              |
| 2018 | Carnatal | 13 a 16 de dezembro                                               | Entorno da Arena das Dunas              |
| 2019 | Carnatal | 12 a 15 de dezembro                                               | Entorno da Arena das Dunas              |
| 2020 | Carnatal | 3 a 6 de dezembro                                                 | Cancelado devido a pandemia do COVID-19 |
| 2021 | Carnatal | 9 a 12 de dezembro                                                | Entorno da Arena das Dunas              |
| 2022 | Carnatal | 9 a 11 de dezembro                                                | Entorno da Arena das Dunas              |
| 2023 | Carnatal | 8 a 10 de dezembro                                                | Entorno da Arena das Dunas              |
| 2024 | Carnatal | 6 a 8 de dezembro                                                 | Entorno da Arena das Dunas              |
| 2025 | Carnatal | 5 a 7 de dezembro                                                 | Entorno da Arena das Dunas              |